# Kiltarlity
Kiltarlity (Schots-Gaelisch: Cill Targhlain) is een dorp ongeveer 19 kilometer ten westen van Inverness en ongeveer 4 kilometer ten zuiden van Beauly in de Schotse lieutenancy in het raadsgebied Highland.